# Once a Lady
Once a Lady ist ein US-amerikanischer Spielfilm aus dem Jahr 1931 mit Ruth Chatterton in der Hauptrolle.

## Handlung
Anna Keremazoff heiratet jung den englischen Adligen Penwick, einen langweiligen Mann ohne Esprit. Kurz nach der Geburt ihrer Tochter Faith beginnen die Probleme mit seiner bigotten Familie, die die lebenslustige Art von Anna ablehnt. Die ständigen Querelen mit seinen Verwandten zermürben Anna, die bald auf einer Zugfahrt dem Casanova Bennett Cloud begegnet, der die unerfahrene Frau verführt und moralisch verdirbt. Schuldgefühle treiben Anna dazu, Mann und Kind zu verlassen, und sie fingiert ihren eigenen Tod in einem Zugunglück, um beiden den Skandal zu ersparen. Mit den Jahren driftet Anna von einem reichen Geliebten zum nächsten. Sie erwirbt selber großen Reichtum, sehnt sich innerlich jedoch nach ihrem Kind. Eines Tages trifft sie wieder mit ihrem Ehemann zusammen, der die Ehe mit Anna annulliert hat. Beide haben eine heftige Auseinandersetzung, in der Anna erkennt, dass ihr Ex-Ehemann das Leben der gemeinsamen Tochter durch starre Moralvorschriften ruinieren will. Anna erpresst ihren Ex-Mann, und die Tochter findet das wahre Glück. Begleitet von ihrem gegenwärtigen Geliebten, einem sagenhaft wohlhabenden Industriellen, geht Anna nach Amerika.

## Hintergrund
Ruth Chatterton war seit den frühen Tonfilmtagen zu einem großen Star geworden, und Paramount Pictures verlieh ihr den Titel "First Lady of the Screen", den MGM allerdings zeitgleich auch für Norma Shearer in Anspruch nahm. Mit dem Aufstieg von Marlene Dietrich sank die Popularität von Chatterton jedoch rasch. Meist spielte die Schauspielerin selbstbewusste Frauen der besseren Gesellschaft, die ihre sexuellen Reize einsetzen, um Spaß und Spannung in ihr ansonsten langweiliges Leben zu bringen. Der große Erfolg von Madame X, der die Schauspielerin als gefallene Frau zeigte, die immer tiefer und tiefer sinkt, um schließlich wegen Mordes vor Gericht zu landen, führte zu zahllosen Variationen des Themas. In Once a Lady wurde zudem die Fähigkeit von Chatterton herausgestellt, ausländische Akzente glaubhaft zu übernehmen. In Wiegenlied aus dem Vorjahr spielte Chatterton eine deutsche Immigrantin und erhielt für ihre sorgfältige Modulation des anfangs schweren deutschen Akzents Lob von den Kritikern und auf der Oscarverleihung 1930 (November) eine Nominierung für den Oscar als beste Darstellerin.
Ruth Chatterton übernahm die Rolle in Once a Lady, das Remake des Stummfilms Three Sinners von 1928 mit Pola Negri, nur aufgrund der Zusage, dass der Broadwayregisseur Guthrie McClintic die Regie übernehmen sollte. Ivor Novello übernahm auf ausdrückliche Bitte von Chatterton, mit der er seit einigen Jahren privat befreundet war, eine Nebenrolle. Der fertige Film fiel sowohl bei den Kritikern als auch beim Publikum durch.

## Kritik
In der New York Times schrieb Mordaunt Hall am 9. November 1931:

„Die Zeit vergeht rasch für die Beteiligten und aus Miss Chatteron wird statt einer alten Frau eine aufreizende Blondine.“